# Janina Maria Sippko
Janina Maria Sippko z Szenfeldów, pseud. Berta (ur. 22 grudnia 1894 w Warszawie, zm. 27 stycznia 1974) – działaczka niepodległościowa i konspiracyjna, oficer Armii Krajowej.

## Życiorys
Była jedynym dzieckiem Edwarda Szenfelda, inżyniera miejskiego, specjalisty w zakresie wodociągów i kanalizacji, oraz jego żony Anieli z Zajączkowskich. W 1912 ukończyła siedmioklasową pensję Pauliny Hewelke w Warszawie, a ósmą klasę w gimnazjum żeńskim Wacławy Peretjatkowiczowej w Kijowie. Maturę zdała eksternistycznie w 1915 przed kijowską komisją okręgu szkolnego. W latach 1915–1917 studiowała w Żeńskim Instytucie Medycznym w Piotrogrodzie. W czasie studiów działała w Organizacji Młodzieży Narodowej.
W 1918 była czynna w Polskiej Organizacji Wojskowej i w Towarzystwie „Sokół”. Od wiosny 1919 pozostawała w dyspozycji Ekspozytury Oddziału II Naczelnego Dowództwa w Sekcji Kurierskiej. Była łączniczką na trasie Wilno–Dyneburg, przekazując rozkazy dowództwa Frontu Litewsko-Białoruskiego rezydentom polskiego wywiadu i odbierając od nich meldunki. Po rozwiązaniu sekcji pracowała w Sekcji Instruktorsko-Oświatowej.
W czasie wojny polsko-bolszewickiej służyła w II Ochotniczej Legii Kobiet w Wilnie i Grodnie, a w czasie III powstania śląskiego w służbach kwatermistrzowskich wspierających powstańców.
W 1923 wyszła za mąż za Gustawa Sippkę i do jego śmierci w 1932 nie pracowała zawodowo. W latach 1933–1939 pracowała jako maszynistka w Kierownictwie Zaopatrzenia Lotnictwa.
Po wybuchu II wojny światowej i klęsce wrześniowej podjęła działalność konspiracyjną. Była jedną z najbliższych współpracowniczek Janiny Karasiówny (pseud. „Bronka”) i Haliny Piwońskiej (pseud. „Henryka”) tworzących sieć łączności konspiracyjnej. Sippkowa, działając pod pseudonimem „Berta”, zorganizowała pocztę wewnętrzną w Oddziale Vk (łączności konspiracyjnej) Komendy Głównej ZWZ, później AK. Następnie kierowała jej obiegiem między szefem Oddziału Vk a jego poszczególnymi komórkami. Koordynowała obieg poczty szefa oddziału do komendanta głównego i szefa sztabu przez trzy centrale pocztowe. Była kapitanem AK. W czasie powstania warszawskiego kierowała służbą łączniczek KG AK. Była też odpowiedzialna za znajdowanie miejsc na siedzibę Komendy Głównej AK. Po upadku powstania opuściła miasto z ludnością cywilną.
Po wojnie podjęła pracę jako maszynistka w Spółdzielni Wydawniczej „Czytelnik” początkowo w Łodzi, później w Warszawie.
We wrześniu i październiku 1951 była przetrzymywana w areszcie śledczym Ministerstwa Bezpieczeństwa Publicznego. Być może było to związane z działalnością z powojenną podziemną organizacją „Kraj”.
Zmarła 27 stycznia 1974, pochowana została na cmentarzu komunalnym, dawnym Cmentarzu Wojskowym na Powązkach (kwatera IIC28-10-4).

## Odznaczenia
W 1933 została odznaczona Krzyżem Niepodległości z Mieczami, a w 1944 Krzyżem Virtuti Militari V klasy.